# Lijst van rijksmonumenten in Den Haag/Noordeinde
Een overzicht van de 32 rijksmonumenten in de stad Den Haag gelegen aan of bij het Noordeinde.
| Object | Oorspronkelijke functie?  | Bouwjaar                       | Architect                      | Locatie                   | Coördinaten?                 | Nr.?   | Afbeelding                                             |
| --- | ------------------------- | ------------------------------ | ------------------------------ | ------------------------- | ---------------------------- | ------ | ------------------------------------------------------ |
| Ruiterstandbeeld Willem van Oranje                                                                                         | Gedenkteken               | 1845                           | E. de Nieuwerkerke             | Noordeinde t.o. 68        | 52° 4' 52" NB, 4° 18' 25" OL | 17830  | Meer afbeeldingen                                      |
| Waalse kerk | Kerk en kerkonderdeel     | 1808                           | J. van Duijfhuijs              | Noordeinde 23A            | 52° 4' 50" NB, 4° 18' 29" OL | 17831  | Meer afbeeldingen                                      |
| Winkelpand met gevel en interieur in art-nouveau-stijl                                                                     | Woonhuis                  | 1903                           | L.A.H. de Wolf                 | Noordeinde 42B            | 52° 4' 48" NB, 4° 18' 28" OL | 17832  | Meer afbeeldingen                                      |
| Pand met brede bakstenen gevel met versierde ingangspartij en kuifstuk. Trap en interieurs in Lodewijk XV en Empire-stijl  | Gebouw                    | 1757                           |                                | Noordeinde 66             | 52° 4' 51" NB, 4° 18' 26" OL | 17833  | Meer afbeeldingen                                      |
| Paleis Noordeinde | Gebouw                    | 1640 (bouw) 1814 (uitbreiding) | J. van Campen en P. Post       | Noordeinde 68             | 52° 4' 51" NB, 4° 18' 20" OL | 17834  | Meer afbeeldingen                                      |
| Pand met gevel met versierde ingangspartij. Rijke interieurs in Lodewijk XVI-stijl                                         | Gebouw                    | laatste kwart 18e eeuw         |                                | Noordeinde 70             | 52° 4' 53" NB, 4° 18' 24" OL | 17835  | Meer afbeeldingen                                      |
| Pand met 18e-eeuwse gevel, interieur in Lodewijk XIV-stijl en restanten van een vroeger 17e-eeuws huis                     | Gebouw                    | 17e/18e eeuw                   |                                | Noordeinde 72             | 52° 4' 53" NB, 4° 18' 24" OL | 17836  | Meer afbeeldingen                                      |
| Pand met 18e-eeuwse gevel                                                                                                  | Woonhuis                  | 18e eeuw                       |                                | Noordeinde 78             | 52° 4' 52" NB, 4° 18' 22" OL | 17837  | Upload foto                                            |
| Pand met 18e-eeuwse gevel                                                                                                  | Woonhuis                  | 18e eeuw                       |                                | Noordeinde 80             | 52° 4' 52" NB, 4° 18' 22" OL | 17838  | Meer afbeeldingen                                      |
| Pand met 18e-eeuwse gevel                                                                                                  | Woonhuis                  | 18e eeuw                       |                                | Noordeinde 82             | 52° 4' 52" NB, 4° 18' 22" OL | 17839  | Upload foto                                            |
| Pand met 18e-eeuwse gevel met zeer fraaie Lodewijk XIV ingangspartij                                                       | Woonhuis                  | 18e eeuw                       |                                | Noordeinde 84             | 52° 4' 53" NB, 4° 18' 23" OL | 17840  | Meer afbeeldingen                                      |
| Pand met gevel met kroonlijst op Lodewijk XIV consoles                                                                     | Woonhuis                  |                                |                                | Noordeinde 86             | 52° 4' 53" NB, 4° 18' 24" OL | 17841  | Meer afbeeldingen                                      |
| Pand met gevel met kroonlijst op Lodewijk XIV consoles                                                                     | Gebouw                    |                                |                                | Noordeinde 88             | 52° 4' 54" NB, 4° 18' 23" OL | 17842  | Pand met gevel met kroonlijst op Lodewijk XIV consoles |
| Severiehofje | Sociale zorg, liefdadigh. | 1768-69                        | A.Th. Zodaer                   | Noordeinde 104            | 52° 4' 54" NB, 4° 18' 21" OL | 17843  | Severiehofje                                           |
| Severiehofje | Sociale zorg, liefdadigh. | 1768-69                        | A.Th. Zodaer                   | Noordeinde 106            | 52° 4' 54" NB, 4° 18' 21" OL | 17844  | Severiehofje                                           |
| Severiehofje | Sociale zorg, liefdadigh. | 1768-69                        | A.Th. Zodaer                   | Noordeinde 108            | 52° 4' 54" NB, 4° 18' 21" OL | 17845  | Severiehofje                                           |
| Severiehofje | Sociale zorg, liefdadigh. | 1768-69                        | A.Th. Zodaer                   | Noordeinde 110            | 52° 4' 54" NB, 4° 18' 21" OL | 17846  | Severiehofje                                           |
| Severiehofje | Sociale zorg, liefdadigh. | 1768-69                        | A.Th. Zodaer                   | Noordeinde 112            | 52° 4' 54" NB, 4° 18' 21" OL | 17847  | Severiehofje                                           |
| Severiehofje | Sociale zorg, liefdadigh. | 1768-69                        | A.Th. Zodaer                   | Noordeinde 114            | 52° 4' 54" NB, 4° 18' 21" OL | 17848  | Severiehofje                                           |
| Severiehofje | Sociale zorg, liefdadigh. | 1768-69                        | A.Th. Zodaer                   | Noordeinde 116            | 52° 4' 54" NB, 4° 18' 20" OL | 17849  | Severiehofje                                           |
| Severiehofje | Sociale zorg, liefdadigh. | 1768-69                        | A.Th. Zodaer                   | Noordeinde 118            | 52° 4' 54" NB, 4° 18' 20" OL | 17850  | Meer afbeeldingen                                      |
| Severiehofje | Sociale zorg, liefdadigh. | 1768-69                        | A.Th. Zodaer                   | Noordeinde 120            | 52° 4' 53" NB, 4° 18' 20" OL | 17851  | Severiehofje                                           |
| Pand met gevel in Lodewijk XIV-stijl - geheel gemoderniseerde onderpui - inwendig enkele stucplafonds in Lodewijk XV-stijl | Gebouw                    |                                | D. Marot                       | Noordeinde 138            | 52° 4' 56" NB, 4° 18' 20" OL | 17852  | Meer afbeeldingen                                      |
| Pand met gevel in Lodewijk XIV-stijl, geheel gemoderniseerde onderpui, inwendig enkele stucplafonds in Lodewijk XV-stijl   | Werk-woonhuis             |                                | D. Marot                       | Noordeinde 140A           | 52° 4' 56" NB, 4° 18' 20" OL | 17853  | Meer afbeeldingen                                      |
| Koepel van Fagel, met uitzonderlijk rijk interieur                                                                         | Tuin, park en plantsoen   |                                | D. Marot                       | Noordeinde tegenover 140A | 52° 4' 55" NB, 4° 18' 17" OL | 17854  | Meer afbeeldingen                                      |
| Pand met 19e-eeuwse gevel                                                                                                  | Werk-woonhuis             | 19e eeuw                       |                                | Noordeinde 156            | 52° 4' 58" NB, 4° 18' 18" OL | 17855  | Pand met 19e-eeuwse gevel                              |
| Pand met gevel met kroonlijst op Lodewijk XIV consoles                                                                     | Werk-woonhuis             |                                |                                | Noordeinde 158            | 52° 4' 58" NB, 4° 18' 18" OL | 17856  | Pand met gevel met kroonlijst op Lodewijk XIV consoles |
| Toonzaal in overgangsarchitectuur met gebruik van eclectische vormen gebouwd                                               | Werk-woonhuis             | 1902-03                        | Z. Hoek                        | Noordeinde 12             | 52° 4' 47" NB, 4° 18' 30" OL | 459756 | Meer afbeeldingen                                      |
| Mercurius | Handel en kantoor         | 1901-02                        | Z. Hoek; J.Th. Wouters         | Noordeinde 43             | 52° 4' 55" NB, 4° 18' 24" OL | 459757 | Meer afbeeldingen                                      |
| Koninklijk Huisarchief | Onderwijs en wetenschap   | 1895-97                        | J.P.E. jhr. Hoeufft van Velsen | Noordeinde 74             | 52° 4' 54" NB, 4° 18' 19" OL | 459758 | Meer afbeeldingen                                      |
| De Rijnstroom | Handel en kantoor         | 1921-23                        | A.D.N. van Gendt               | Noordeinde 64A            | 52° 4' 50" NB, 4° 18' 26" OL | 459759 | Meer afbeeldingen                                      |
| Marishuis | Winkel                    | 1916                           | J. Duynstee                    | Noordeinde 96A            | 52° 4' 54" NB, 4° 18' 23" OL | 459760 | Meer afbeeldingen                                      |